# Cañada Morelos
Cañada Morelos là một đô thị thuộc bang Puebla, México. Năm 2005, dân số của đô thị này là 17870 người.